# Vikingagården Gunnes Gård

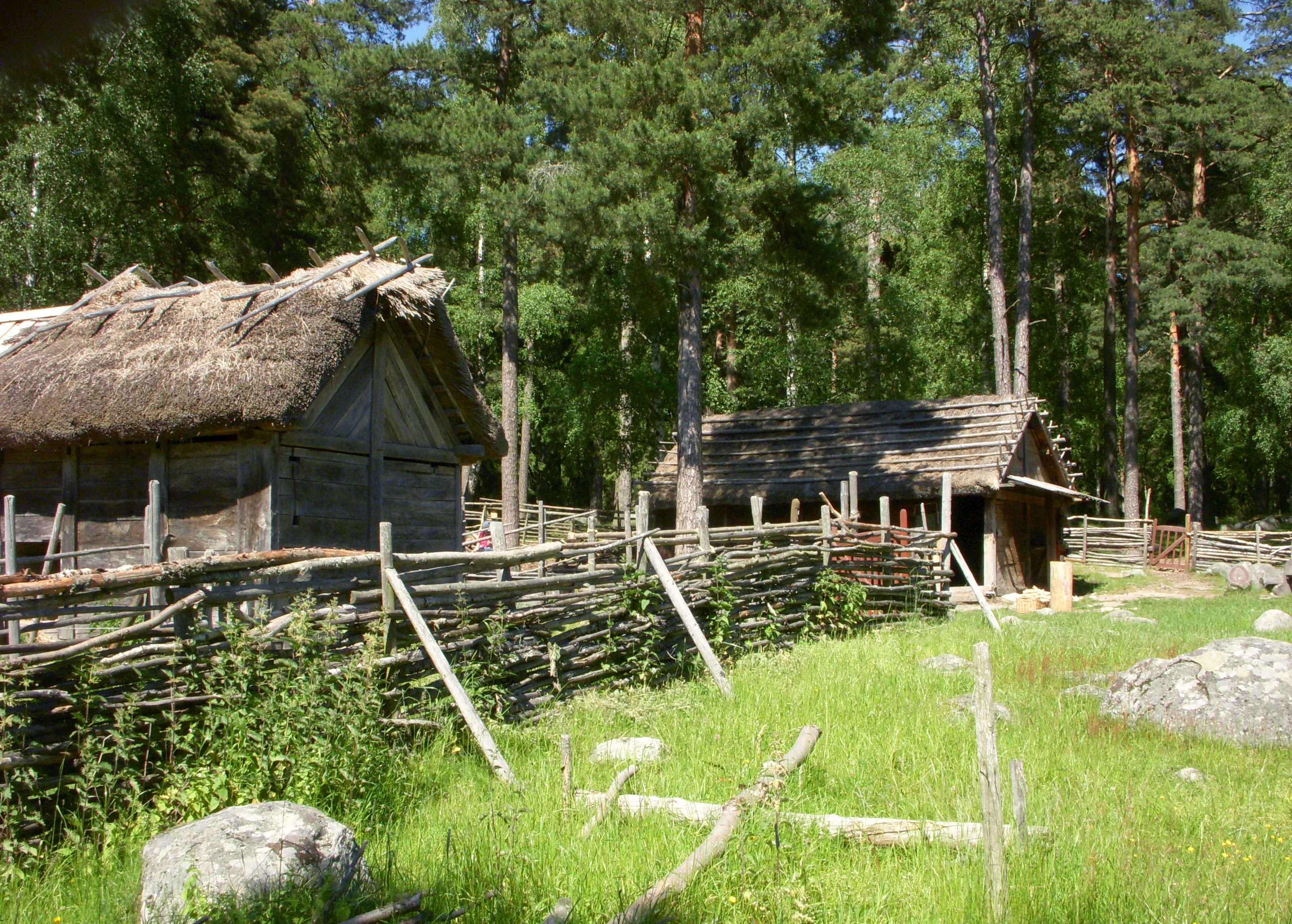
Vikingagården Gunnes Gård

Vikingagården Gunnes Gård is een museum in het Zweedse Upplands Väsby. Het museum belicht de tijd van de Vikingen. Het openluchtmuseum bestaat uit een reconstructie van verschillende vikinggebouwen. Die zijn gebaseerd op de archeologische vondsten (overblijfselen van een vikingboerderij) vlakbij tijdens de aanleg van een snelweg midden jaren 80.  